# Панчамріта
Панчамріта (санскр. पञ्चामृत, pañcāmṛta IAST) — набір п'яти елементів, використовуваних у  індуїстської ритуальній практиці, зокрема в обряді  Абхішеком. Це мед, молоко , йогурт, цукор і Гхі. У ході обряду Абхішеком, проведеного під час великих  індуїстських свят, п'ять елементів панчамріти використовуються для омивання мурті  Бога,  девів або святих. Рідина, отримана після цього, називається  чарінамрітой. Чарінамріта вважається священною і поширюється серед віруючих, які п'ють її і всприсківают їй свої голови.
Pañcāmṛta IAST — це санскритське складне слово, що складається з двох частин:  Pañca IAST — «п'ять» і  Amṛta IAST — «нектар безсмертя,  амброзія, напій богів».